# Nathan Wolfe

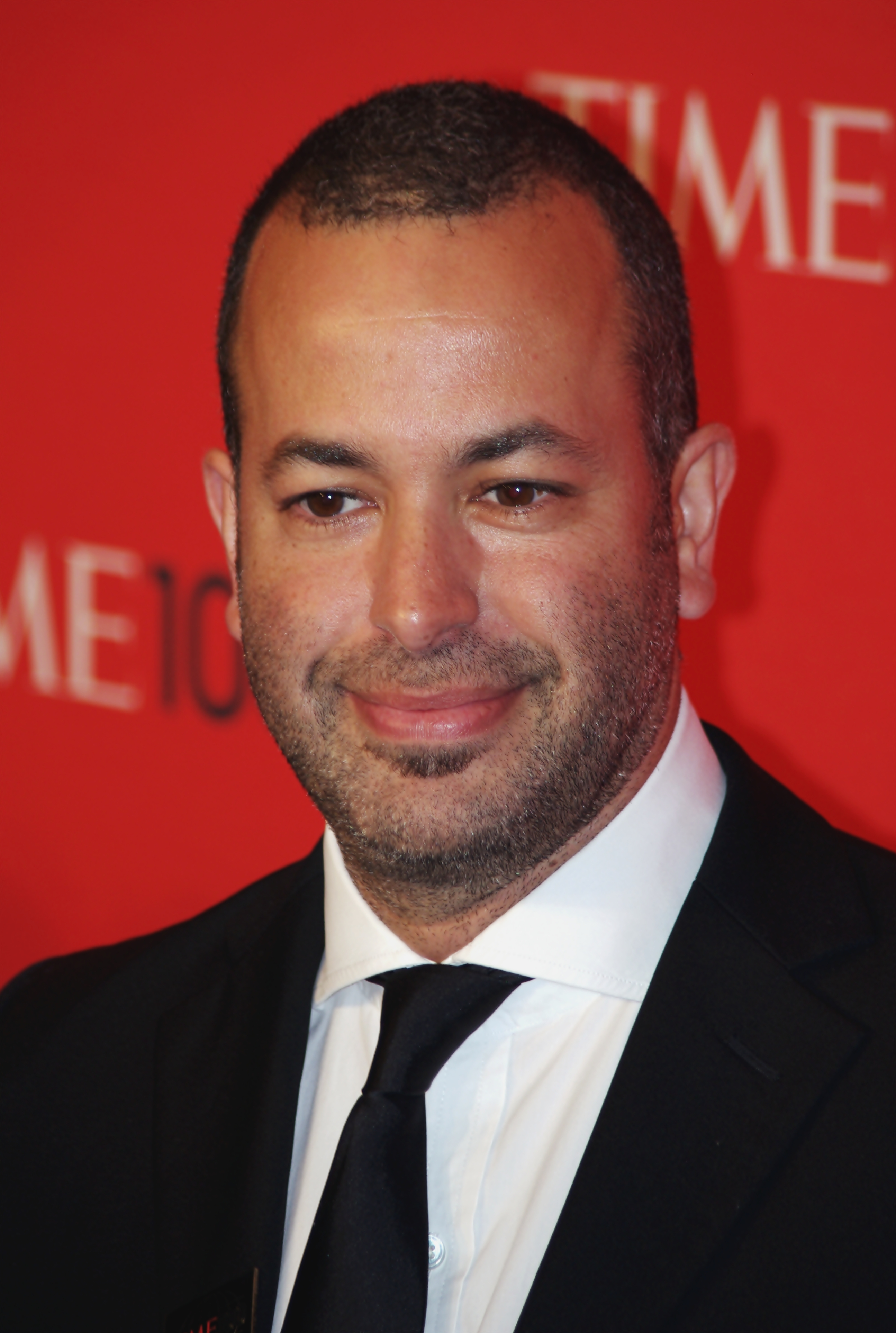
Nathan Wolfe

Nathan D. Wolfe (n.  24 august 1970, Detroit, Michigan) este un virusolog american. În prezent el locuiește în San Francisco, este director al institutului  de cercetare Global Viral   și profesor de biologie umană la Universitatea Stanford. El a devenit cunoscut prin cercetările sale cu privire la diferite tipuri noi de virus, din Africa sau Asia, care sunt agenți infecțioși, potențiali de a produce pandemii. După cercetările sale, majoritatea tipurilor noi de virus prin mutări genetice provin de la aimale. In cartea sa The Viral Storm   el confirmă ipoteza că jungla este un rezervor de viruși necunoscuți. El a observat în pădurile ecuatoriale din Uganda, că maimuțele primate ca de exemplu cimpanzeii bolnavi pentru combaterea infecțiilor consumă unele plante. Wolfe amintește printre altele că dacă virusul gripei suine H1N1, care este deosebit de contagios schimbă material genetic cu virusul gripei aviare H5N1, care este letal, sau provoacă moartea la oamenii infectați în procent de 60 %. Atunci poate apare  un nou tip de virus, care ar ucide mai mulți oameni, ca în total toți soldații din istoria omenirii care au murit în război. Acest lucru nu este o utopie, condiția este ca același individ să fie infectat de cei doi viruși amintiți.